# 김일동
김일동(1938년 8월 18일 ~ )은 대한민국의 정치인이다. 제13대 국회의원, 3선 삼척시장을 역임했다.

## 역대 선거 결과
|  | 14.84% |

|  | 27.95% |

|  | 51.28% |

|  | 33.75% |

|  | 38.14% |

|  | 56.57% |

|  | 56.63% |